# 후쿠오카 우미노나카미치 대교 음주 운전 사고

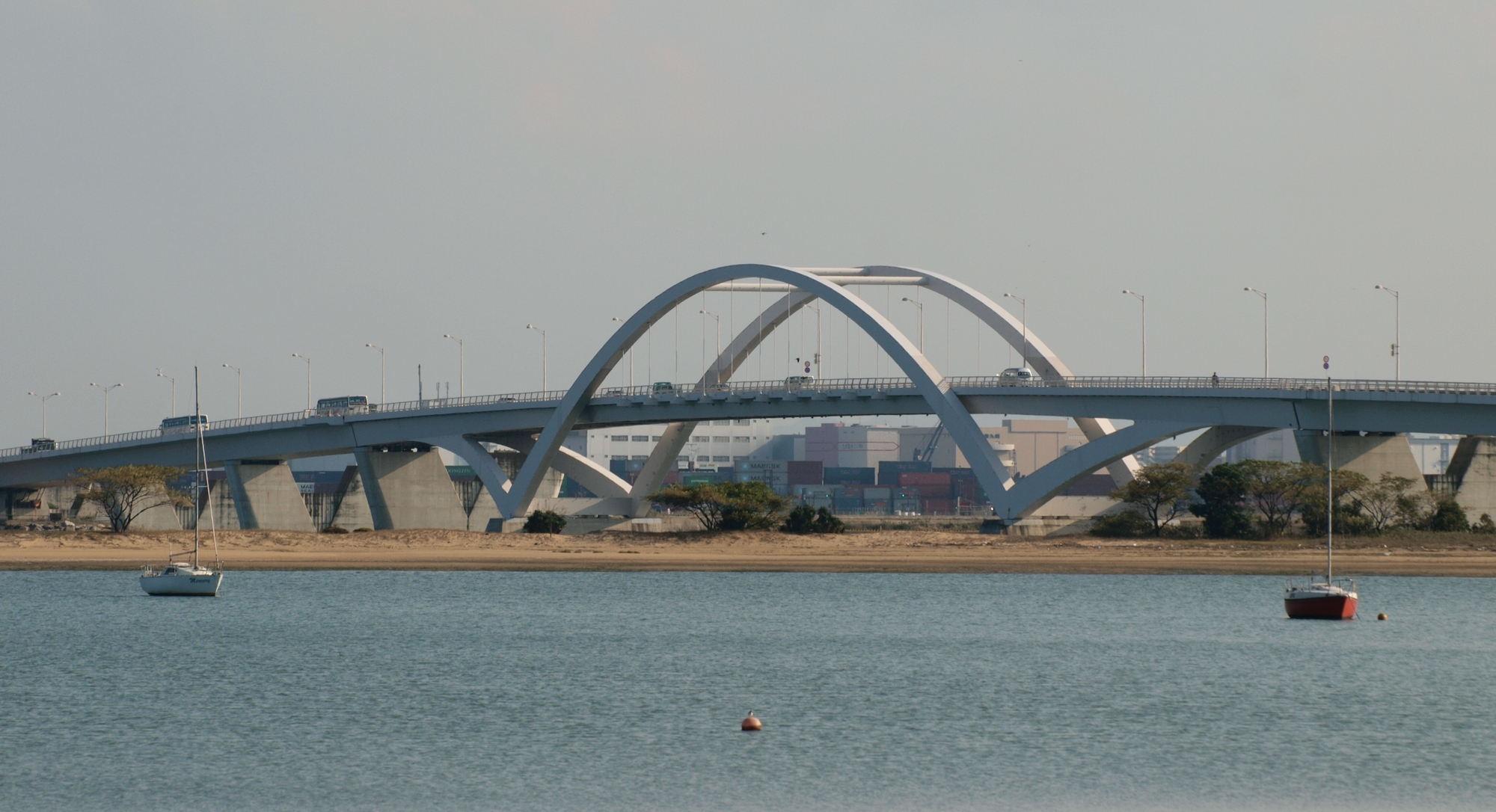
사고 현장이기도 하는 우미노나카미치 대교 일대

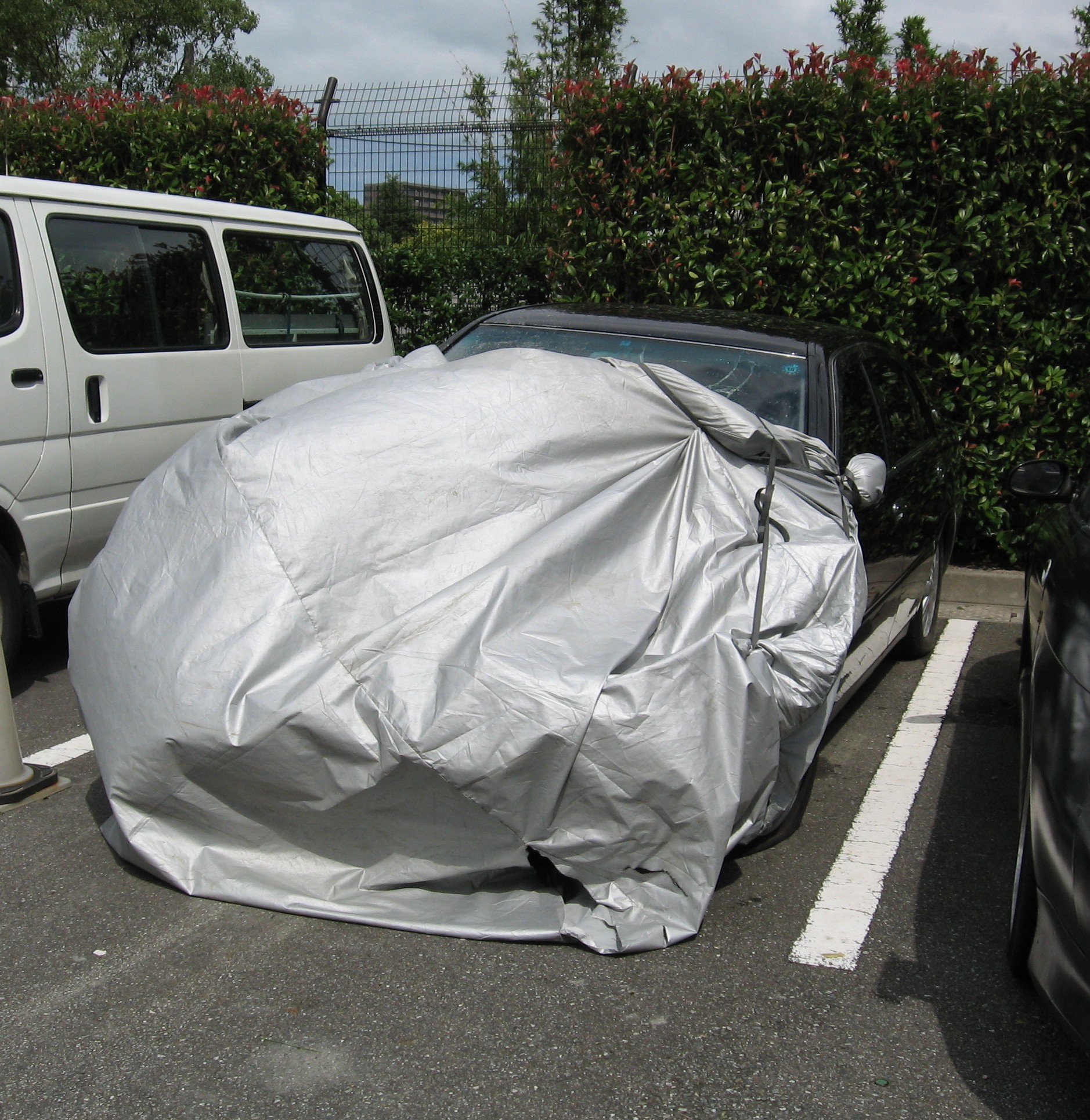
사고를 일으킨 가해 차량의 모습
(후쿠오카현 경찰 히가시 경찰서에서 촬영됨)

후쿠오카 우미노나카미치 대교 음주 운전 사고(일본어: 福岡海の中道大橋飲酒運転事故)는 2006년 8월 25일, 일본 후쿠오카현 후쿠오카시 히가시구의 우미노나카미치 대교에서 이마바야시 후토시의 음주 운전에 의해 SUV 차량을 추락시킨 음주 운전 관련 사고이다. 이 사고의 여파로 일가족 5명 중 부부는 중상을 입고 3명의 자녀가 물에 빠져 숨지는 사고를 가리킨다. 이 사고를 계기로 일본 경찰 당국에서의 음주 운전 관련 집중 단속 기간 설정 등 특단의 조치가 내려진 적이 있었다. 가해자인 이마바야시 후토시가 몰고 간 차량은 토요타 크라운 마제스타 차종이었고, 피해자 차량은 같은 토요타 자동차 브랜드이지만 외형이 다른 SUV 타입을 가진 토요타 랜드크루저 프라도인 것으로 나와 있다.

## 사건의 판례
이 사건의 판결을 내린 후쿠오카 지방재판소에 따르면, 업무상 과실 치사죄가 성립되면서 징역 20년형을 선고받았다. 그래서 일본 당국에서의 위험 운전 관련 치사상죄가 성립된다고 하여도 최대 20년 징역형까지는 간다고 보고되어 있다. 그래서 이 사태를 계기로 일본 당국에서는 음주 운전을 할 수 없게 해야 할 여론이 있기 때문에, 음주 사고를 예방하자는 취지가 있는 것으로 나와 있다.

## 같이 보기
- 이마바야시 후토시
- 도메이 고속도로 음주 운전 사고
- 고이케 대교 음주 운전 사고
- 윤창호 사건
- 청주 크림빵 뺑소니 사건